# 魏振瀛
魏振瀛（1933年11月23日—2016年9月5日），男，河北威县人。中国法学家，民法学专家。北京大学法学院教授。

## 生平
1933年11月23日生。河北威县人。1956年进入北京大学法律学系法律专业，1960年毕业后留校任教，历任助教、讲师、副教授、教授、博士生导师。1983年至1986年任北京大学法律学系党总支副书记、书记。1992年至1996年任北京大学法律系主任。2000年至2004年任澳门科技大学法学院副院长。
魏振瀛长期从事民法教学与研究，研究的重点是民法总论、合同法与民事责任。1985年至1986年作为《中华人民共和国民法通则》起草专家咨询小组的四位成员之一，负责起草“民事责任”一章。曾任中国法学会副会长暨学术委员会委员、民法学经济法学研究会副总干事等职务。2012年被中国法学会授予“全国杰出资深法学家”称号。
因病医治无效，于2016年9月5日7点45分在北京大学第三医院逝世，享年83岁。

## 出版物
著作有《民法教程》、《民法通则要论》、《民事责任与债分离研究》等。主编有《疑难合同案例研究》（人民日报出版社，1992年）、《市场经济与法律》（北京大学出版社，1995年）、《民商法原理与实务》（北京大学出版社，1996年）、《中国内地与香港地区法律比较研究》（北京大学出版社，1998年）、《北京大学法学百科全书》民法学·商法学卷等。